# Березовиця (заказник)
Березови́ця — ботанічний заказник місцевого значення в Україні. Розташований у межах Талалаївської селищної громади Прилуцького району Чернігівської області, на південний схід від села Березовиця.
Площа 319 га. Статус присвоєно згідно з рішенням Чернігівської обласної ради від 21.03.1995 року. Перебуває у віданні ДП «Талалаївкарайагролісництво» (кв. 8).
Статус присвоєно для збереження лісо-степового природного комплексу у верхів'ях балки. На території заказника є мальовничий ставок.